# ハンス・アールマン

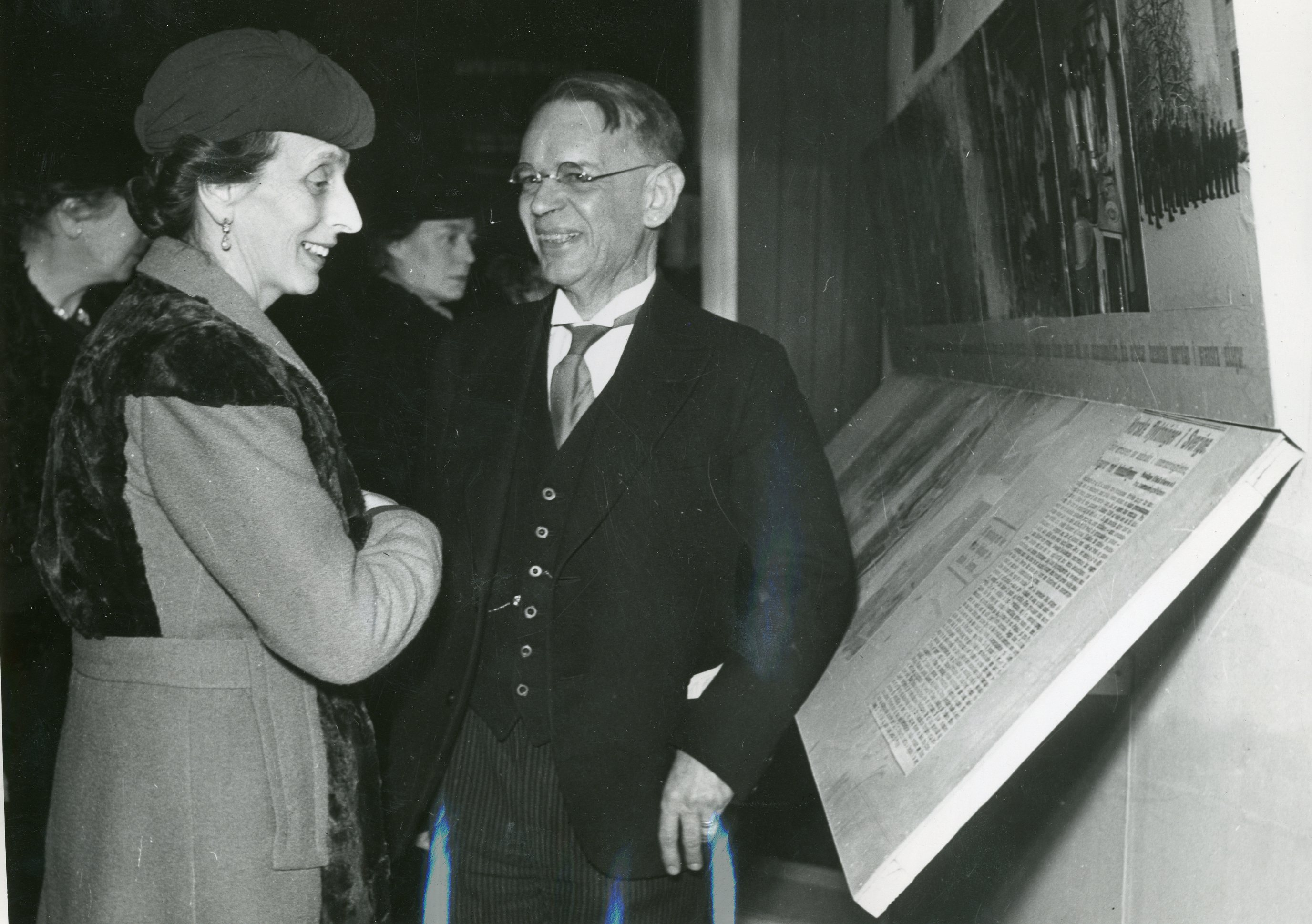
1943年、ストックホルムのトゥーレ館 (Thulehuset) で開催されたノルウェー博覧会 (Norska utställningen 1943) で、インゲボー王女に説明するハンス・アールマン。

ハンス・ヤコブ・コンラッド・ウィルヘルムソン・アールマン（Hans Jakob Konrad Wilhelmsson (W:son) Ahlmann、1889年11月14日 - 1974年3月10日）は、スウェーデンの地理学者。カールスボリ (Karlsborg (en)) に生まれ、ヘーゲルステン (Hägersten (en)) で没した。

## 概要
アールマンは、1915年に、ラグンダション湖 (Ragundasjön) に関する論文でストックホルム大学からPh.D.を取得した。同年、ストックホルム大学で地理学の准教授となり、1920年にはウプサラ大学の地理学准教授となった。著作には、ノルウェーの氷河を詳細に検討した『Geomorphological studies in Norway（ノルウェーの地形学的研究）』（1919年）や、イタリアやイタリア領リビアの文化地理学研究など、人文地理学分野での業績があった。その後アールマンは、地理学の教授に昇進し、1939年にスウェーデン王立科学アカデミー会員に選出された。同年には、北極圏における探険と氷河研究に対し、イギリスの王立地理学会から金メダル（パトロンズ・メダル）を受賞した。
第二次世界大戦中、アールマンはスウェーデン＝ノルウェー連合 (Svensk-norska föreningen) の担い手となり、1950年から1956年まで、在ノルウェー・スウェーデン大使としてオスロに駐在した。

## 南極大陸の地名
南極大陸のアールマン氷河 (Ahlmann Glacier) とアールマン山脈 (Ahlmann Ridge) は、アールマンにちなんで命名されたものである。アールマン氷河は、1947年に、フォークランド諸島調査所 (Falkland Islands Dependencies Survay, FIDS) によって命名された。アールマン山脈は、1949年から1952年にかけてのノルウェー＝イギリス＝スウェーデン南極探検隊 (the Norwegian-British-Swedish Antarctic Expedition, NBSAE, 1949-52) によって調査され、この探検隊を組織したスウェーデンの委員会委員長であったアールマンにちなんで命名された。